# ジョナサン・セクストン
ジョナサン・セクストン（Jonathan Sexton、1985年7月11日 - ）は、ユナイテッド・ラグビー・チャンピオンシップ、レンスターに所属するラグビーユニオン選手でチームの主将。

## プロフィール
- アイルランド・ダブリン出身。
- ポジションはスタンドオフ(SO)。
- 身長 188cm、体重 90kg
- 弟のジェリーもラグビー選手[1]。
- U21アイルランド代表に選ばれたことがある[2]。
- アイルランド代表キャップは109（2022年11月現在）でラグビーワールドカップ2011・ラグビーワールドカップ2015・ラグビーワールドカップ2019のアイルランド代表に選ばれた[3]。
- ブリティッシュ・アンド・アイリッシュ・ライオンズに選ばれたことがある[4]。

## 略歴
レンスター、ラシン92を経て、2015年、レンスターに復帰。 
2018年、レンスターの主将に就任した。

## 受賞歴
- ワールドラグビー年間最優秀選手賞:2018年[7]。
- ワールドラグビー男子15人制ドリームチーム:2022年[8]